# Круклянки (гмина)
Круклянки (пол. Kruklanki) — сельская гмина (волость) в Польше, входит как административная единица в Гижицкий повет, Варминьско-Мазурское воеводство. Население — 3006 человек (на 2004 год).

## Демография
| Перепись                       | Всего   | Всего | Женщины | Женщины | Мужчины | Мужчины |
| ------------------------------ | ------- | ----- | ------- | ------- | ------- | ------- |
| Единицы                        | человек | %     | человек | %       | человек | %       |
| Население                      | 3006    | 100   | 1481    | 49,3    | 1525    | 50,7    |
| Плотность населения (чел./км²) | 15      | 15    | 7,4     | 7,4     | 7,6     | 7,6     |

## Сельские округа
1. Бодвинка
2. Брожувка
3. Ясенец
4. Езоровске
5. Юрково-Венгожевске
6. Круклянки
7. Липово
8. Можджаны
9. Солтманы
10. Жабинки
11. Жывки
12. Жывы

## Поселения
1. Борки
2. Будзиска-Лесьне
3. Чарча-Гура
4. Гронды-Круклянецке
5. Каменна-Струга
6. Кнея-Лучаньска
7. Маерка
8. Подлесьне
9. Волиско
10. Жывки-Мале

## Соседние гмины
1. Гмина Бане-Мазурске
2. Гмина Гижицко
3. Гмина Ковале-Олецке
4. Гмина Позездже
5. Гмина Свентайно
6. Гмина Выдмины